# Able Archer 83

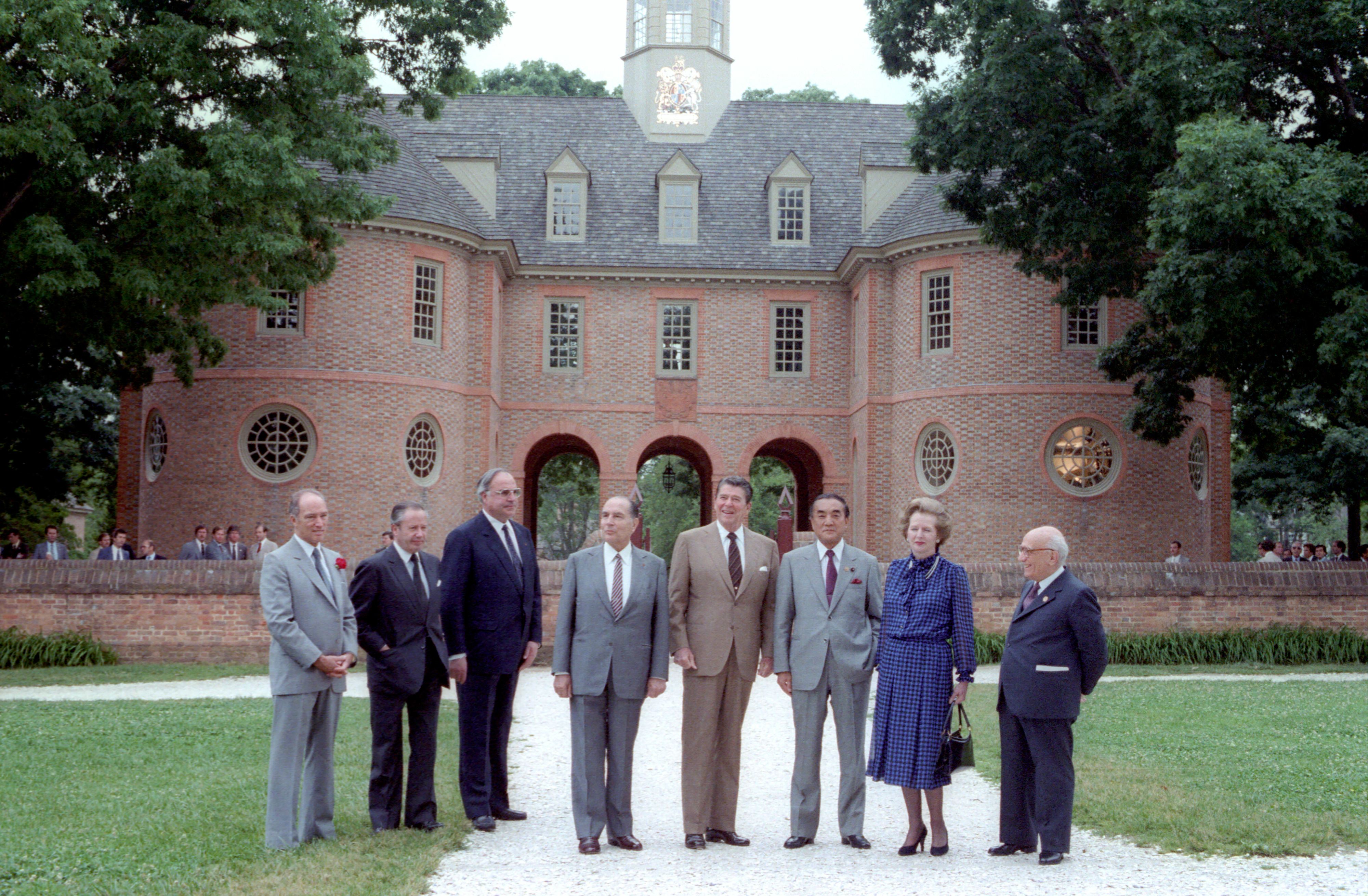
Zdjęcie ze szczytu G7 w 1983 roku. Obecni są politycy odpowiedzialni za przeprowadzenie ćwiczeń Able Archer 83: trzeci od lewej Helmut Kohl, czwarty François Mitterrand, piąty Ronald Reagan, siódma Margaret Thatcher

Able Archer 83 (ang. sprawny łucznik) – kryptonim ćwiczeń wojskowych prowadzonych przez NATO obejmujących Europę, mające na celu sprawdzenie działania procedur uruchomienia taktycznej broni jądrowej, trwających od 2 listopada do 11 listopada 1983. Uwzględniono w nich użycie nowego formatu szyfrowanej komunikacji, zarządzano ciszę radiową i symulowany alarm DEFCON 1, a udział wzięły głowy europejskich państw.
Realizm tych ćwiczeń w połączeniu z pogarszającymi się wówczas stosunkami pomiędzy Stanami Zjednoczonymi a Związkiem Socjalistycznych Republik Radzieckich i spodziewaną instalacją w Europie pocisków balistycznych Pershing II sprawił, iż niektórzy w Związku Radzieckim uwierzyli, że Able Archer 83 to prawdziwy atak jądrowy. W odpowiedzi Sowieci postawili w stan gotowości własne siły jądrowe, a także jednostki lotnicze w NRD i Polsce. Kryzys zakończył się jednak wraz z końcem ćwiczeń 11 listopada.

## Wstęp

### Operacja RJaN
Wydarzenie, które w największej mierze przyczyniło się do lęku przed wojną związanego z Able Archerem, miało miejsce dwa lata wcześniej – było to spotkanie oficerów KGB w maju 1981, podczas którego Leonid Breżniew i Jurij Andropow ogłosili, iż Amerykanie skrycie przygotowują atak jądrowy na ZSRR. Aby przeciwstawić się zagrożeniu, jak ogłosił Andropow, KGB i GRU rozpoczęły operację RJaN. RJaN (ros. РЯН) to rosyjski akronim oznaczający „Rakietowy Atak Nuklearny” (Ракетное Ядерное Нападение, Rakietnoje Jadiernoje Napadienije).
Była to największa i najbardziej wszechstronna prowadzona w czasie pokoju operacja wywiadowcza Związku Radzieckiego. Zagranicznym agentom nakazano monitorowanie osób mających zadecydować o rozpoczęciu ataku jądrowego, personelu technicznego, który by odpowiadał za jego przeprowadzenie i obiektów, z których by go przeprowadzano, i meldować o każdej alarmującej sytuacji, choćby nawet najbardziej nieprawdopodobnej. Prawdopodobnie głównym celem Operacji RJAN było odkrycie pierwszego zamiaru rozpoczęcia ataku jądrowego i zapobieżenie mu, lecz także osobista paranoja Andropowa, wierzącego, że amerykańskie pierwsze uderzenie nuklearne jest tylko kwestią czasu.
Bodziec, który doprowadził do rozpoczęcia operacji RJAN, wciąż jest nieznany. Oleg Gordijewski przypuszcza, że był to efekt nałożenia się „sowieckiej paranoi” i „reaganowskiej retoryki”, a Breżniew i Andropow, którzy „byli bardzo, bardzo staromodni i podatni na wpływy komunistycznych dogmatów”, naprawdę wierzyli, iż Ronald Reagan byłby w stanie nacisnąć atomowy guzik i zredukować Związek Radziecki do postaci „kupki popiołu historii”. Historyk Benjamin B. Fischer wymienia kilka okoliczności, które mogły doprowadzić do RJAN-a. Wśród nich pierwsze miejsce przypisuje faktowi rozpoczęcia operacji psychologicznej PSYOP krótko po objęciu prezydentury przez Reagana.

### PSYOP
Operacje psychologiczne rozpoczęły się w połowie lutego 1981 i wciąż trwały w 1983. Składały się na nie potajemne manewry morskie na Morzu Norweskim, Morzu Barentsa, Morzu Czarnym i Morzu Bałtyckim, w trakcie których okręty NATO-wskie demonstrowały, jak skrycie i jak blisko mogą podejść do kluczowych radzieckich baz morskich. Uczestniczyły w tym także amerykańskie bombowce, które wysyłano w kierunku radzieckiej przestrzeni powietrznej, by wycofywały się w ostatniej chwili. Zdarzały się okresy, w których robiono to kilka razy na tydzień. Poczynania te miały na celu zarówno sprawdzenie wrażliwości radzieckich radarów, jak i pokazanie możliwości amerykańskich sił zbrojnych w zakresie prowadzenia wojny atomowej.
Dr William Schneider, były podsekretarz stanu, który miał okazję oglądać tajne raporty z akcji lotniczych, wspominał, iż „to naprawdę do nich docierało. Nie wiedzieli, o co w tym chodziło. Eskadra leciała prosto w kierunku radzieckiej przestrzeni powietrznej, radary się rozświetlały, jednostki stawiano w gotowości bojowej. I wtedy, w ostatniej minucie, eskadra odbijała i wracała do domu”.

### KAL 007
O ile akcje w ramach PSYOP-u były ściśle tajne, o tyle atak radzieckiej obrony powietrznej na koreański samolot pasażerski 1 września 1983, który Ronald Reagan nazwał „aktem barbarzyństwa”, stał się wielkim wydarzeniem medialnym, a stosunki między obu supermocarstwami gwałtownie się pogorszyły, skutkując między innymi zakazaniem Aerofłotowi wykonywania lotów na terytorium USA. Zdarzenie to silnie wiąże się też z ćwiczeniami Able Archer 83.
Po pierwsze Sowieci – prawdopodobnie wskutek operacji PSYOP – uważnie strzegli własnej przestrzeni powietrznej. Po drugie ich systemy rozpoznania satelitarnego były bardzo nieefektywne i nie mogły ani odróżnić samolotu cywilnego od wojskowego, ani wykryć i zapobiec amerykańskiemu uderzeniu jądrowemu. Poza tym incydent ten ujawnił, że są w ZSRR ludzie, którym łatwo przychodzi wydanie decyzji o otwarciu ognia. Reagan pisał w swoich pamiętnikach: „Jeśli, jak spekulowali niektórzy, radzieccy piloci zwyczajnie pomylili samolot pasażerski z wojskowym, czy trzeba było wiele wyobraźni, by pomyśleć o radzieckim wojskowym z palcem blisko atomowego guzika popełniającym jeszcze tragiczniejszy błąd?”

### Wyścig zbrojeń
23 marca 1983 Reagan przedstawił propozycję Strategicznej Inicjatywy Obronnej, którą media przezwały „Gwiezdnymi wojnami”. O ile jednak amerykański prezydent uważał Inicjatywę za zabezpieczenie przed wojną jądrową, o tyle przywódcy ZSRR postrzegali ją jako zdecydowane odejście od polityki równowagi sił i rozpoczęcie militaryzacji przestrzeni kosmicznej w ramach wyścigu zbrojeń. Andropow oskarżył Reagana o „tworzenie planów rozpoczęcia wojny nuklearnej w najlepszy sposób, z nadzieją na zwycięstwo”.

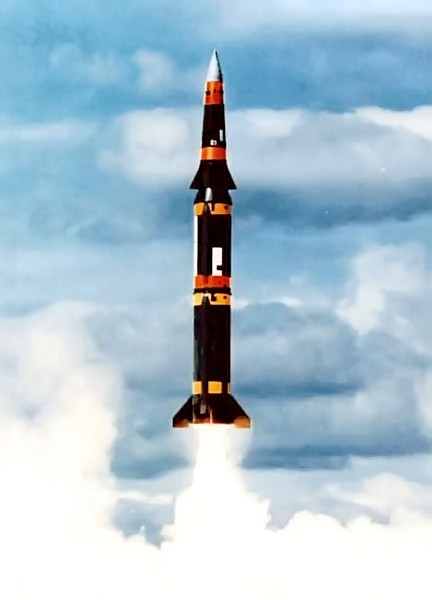
Amerykańska rakieta balistyczna Pershing II

Pomimo protestów radzieckich w sprawie programu „Gwiezdnych wojen”, największe zagrożenie podczas Able Archer 83 spowodowało zatwierdzenie przez NATO w 1979 zainstalowania w Europie Zachodniej rakiet balistycznych średniego zasięgu Pershing II, co miało być odpowiedzią na sowieckie rakiety SS-20, również średniego zasięgu i rozmieszczone wzdłuż zachodnich granic ZSRR. Pershingi stanowiły poważne zagrożenie dla Sowietów, gdyż były w stanie niszczyć „twarde cele”, takie jak podziemne silosy rakiet balistycznych czy bunkry dowodzenia. Co więcej, odpalane z RFN, mogły osiągnąć swoje cele w zaledwie cztery do sześciu minut. To doprowadziło radzieckich dowódców do przekonania, iż jedynym sposobem na przetrwanie uderzenia pershingów jest uprzedzenie go. Ta obawa, zdaniem Benjamina B. Fischera, jasno łączyła się z operacją RJAN.

## Ćwiczenia Able Archer 83
I tak 2 listopada 1983, kiedy radziecki wywiad starał się wykryć oznaki wrogiego uderzenia atomowego, NATO rozpoczęło symulację. Ćwiczenia, oznaczone kryptonimem Able Archer, objęły całą Europę i symulowały zachowanie europejskich dowództw i systemów komunikacyjnych podczas wojny jądrowej. Prawdopodobnie skorzystano tu z opracowanego przez Pentagon planu SIOP (Pojedynczy Zintegrowany Plan Operacyjny, ang. Single Integrated Operational Plan), w którym wymieniono dwadzieścia pięć tysięcy celów wojskowych, piętnaście tysięcy celów przemysłowych i pięćset celów związanych z radzieckim dowództwem. Niektórzy tamtejsi dowódcy, ze względu na wydarzenia poprzedzające ćwiczenia oraz ich realistyczną naturę, wierzyli – w zgodzie z radziecką doktryną – iż Able Archer to przykrywka dla prawdziwego ataku. Oto jak telegram KGB z 17 lutego opisywał jeden z prawdopodobnych scenariuszy:
„W obliczu faktu, iż działania związane ze Stanem Pomarańczowym [atak jądrowy w 36 godzin] muszą być przeprowadzone w warunkach najwyższej tajności (pod przykrywką manewrów, treningów itd.) w najkrótszym możliwym czasie, bez ujawniania zawartości planów operacyjnych, jest wysoce prawdopodobne, że system alarmu bojowego może być użyty do przygotowania zaskakującego RJAN-u [ataku jądrowego] w okresie pokoju.”
17 lutego 1983 KGB przydzieliło swoim agentom zadanie monitorowania prawdopodobnych oznak ataku jądrowego. Miały być nimi wszelkie zachowania ludzi powiązanych z przygotowywaniem i wykonywaniem decyzji odnośnie do uderzeń jądrowych, personelu technicznego wyrzutni, systemów łączności itd. Ponieważ Able Archer symulował warunki wojny jądrowej, prawdopodobnym jest, iż brali w nich udział także pracownicy zaplecza technicznego, których wymienia wspomniana nota. Co więcej, uczestniczyli w tych ćwiczeniach (chociaż nie jednocześnie) premier Margaret Thatcher i kanclerz Helmut Kohl. Planowany był udział także prezydenta Reagana, wiceprezydenta George’a Busha i sekretarza obrony Caspara Weinbergera. Robert McFarlane, od dwóch tygodni doradca ds. bezpieczeństwa narodowego, zapobiegł jednak temu, aby uniknąć możliwych konsekwencji.
Kolejny „zwiastun” wojny zapewne dostrzeżony przez radzieckich analityków to wzrost ilości szyfrowanych wiadomości płynących między Wielką Brytanią a Stanami Zjednoczonymi. Według ich wywiadu „tak zwane konsultacje nuklearne w NATO są prawdopodobnie jednym z etapów bezpośrednich przygotowań wroga do RJAN-u”. Dla Sowietów tak wielki przepływ komunikatów na miesiąc przed początkiem Able Archer mógł sprawić wrażenie takiej właśnie „konsultacji”. W rzeczywistości miał on jednak związek z amerykańską inwazją na Grenadę – wyspę, której nominalną władczynią była królowa Elżbieta II.
Kolejna zaskakująca dla agentów KGB kwestia miała związek z komunikacją NATO podczas ćwiczeń. Nota z 17 lutego 1983 zawiera następującą treść:
„Było sprawą najwyższej wagi, by obserwować funkcjonowanie sieci i systemów komunikacyjnych, jako że poprzez nie przechodzą informacje o intencjach wroga i – przede wszystkim – jego planach użycia broni jądrowej oraz ich praktycznej realizacji. Ponadto zmiany w metodzie operowania systemami komunikacji i poziomie obsadzenia mogą same w sobie wskazywać na stan przygotowywania do RJAN-u”.

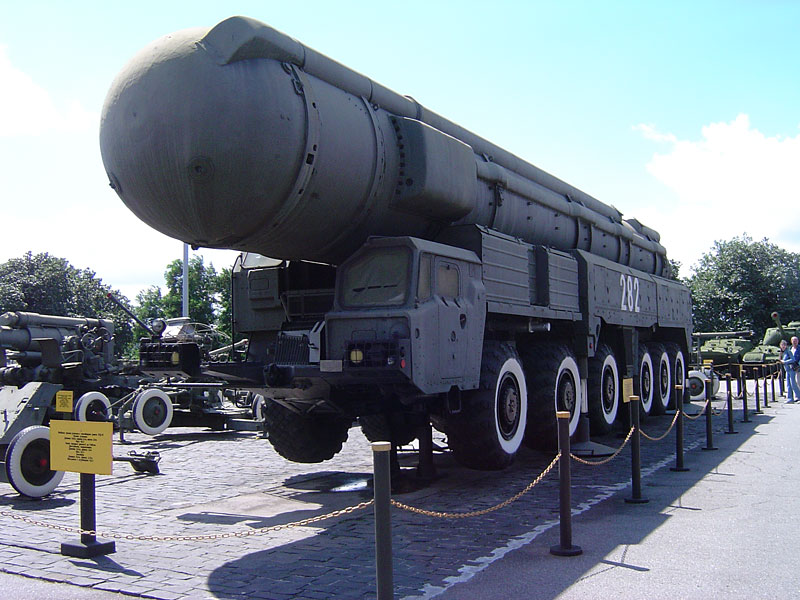
Radziecka wyrzutnia pocisków RT-21M (NATO: SS-20)

Sowiecki wywiad wydawał się potwierdzać te podejrzenia, przedstawiając raporty, iż NATO w istocie używało nigdy wcześniej niewidzianych procedur oraz formatów wiadomości znacznie bardziej skomplikowanych niż podczas poprzednich ćwiczeń, co wskazywać miało na bliskość ataku nuklearnego.
Podczas ćwiczeń Able Archer 83 siły NATO symulowały przejście przez wszystkie stopnie alarmu, od DEFCON 5 do DEFCON 1. Mimo że były one symulowane, agenci KGB omyłkowo uznali je za prawdziwe. Według radzieckiego wywiadu doktryna NATO brzmiała: „Gotowość operacyjna nr 1 ogłaszana jest, kiedy są oczywiste oznaki przygotowywania do rozpoczęcia operacji wojskowych. Uważa się, że wojna jest nieunikniona i może się zacząć w każdej chwili.”
Dowiedziawszy się, że amerykańska aktywność jądrowa odzwierciedlała tę, której spodziewano się podczas hipotetycznego pierwszego uderzenia, moskiewskie dowództwo KGB 8 lub 9 listopada rozesłało swoim rezydenturom telegram mylnie donoszący o alarmie w amerykańskich bazach i gorączkowo dopytujący się o dalsze informacje odnośnie do amerykańskiego ataku. Alarm dokładnie zbiegł się z siedmio- do dziesięciodniowym okresem, na jaki szacowano odstęp między pierwszymi decyzjami NATO a atakiem.
ZSRR, wierząc, że jedyną szansą przetrwania NATO-wskiego uderzenia jest wyprzedzenie go, przygotował własny arsenał jądrowy. CIA odnotowała aktywność w Bałtyckim Okręgu Wojskowym oraz w Czechosłowacji i stwierdziła, iż zdolne do przenoszenia broni jądrowej samoloty w Polsce i Niemczech zostały postawione „w stan wysokiej gotowości”. Były analityk CIA Peter Vincent Pry posunął się jeszcze dalej w swoich podejrzeniach, twierdząc, iż samoloty te były zaledwie czubkiem góry lodowej, a silosy z międzykontynentalnymi rakietami balistycznymi również były gotowe do odpalenia.
Sowieckie obawy skończyły się wraz z ćwiczeniami Able Archer dnia 11 listopada. Dowiedziawszy się o nich za pośrednictwem podwójnego agenta pracującego dla MI6, Olega Gordijewskiego, Ronald Reagan stwierdził: „Nie wiem, jak mogli w to uwierzyć, ale jest to coś do przemyślenia.”

## Reakcja Związku Radzieckiego
Podwójny agent Oleg Gordijewski, rezydent KGB w Londynie, jest jedynym radzieckim źródłem publicznie dostępnych informacji na temat Able Archer 83. Oleg Kaługin i Jurij Szwiec, agenci KGB, w swoich publikacjach odnieśli się tylko do operacji RJAN. Trzeba też zaznaczyć, że Gordijewski i inni agenci wywiadów państw Układu Warszawskiego nie wierzyli w możliwość amerykańskiego ataku. Niemniej jednak donosili o tym, co kazano im obserwować, a nie o swoich przypuszczeniach odnośnie do tych obserwacji. Ta skaza radzieckiego systemu wywiadowczego – przezwana przez Gordijewskiego mianem cyklu wywiadowczego – napędzała strach przed amerykańską agresją jądrową.

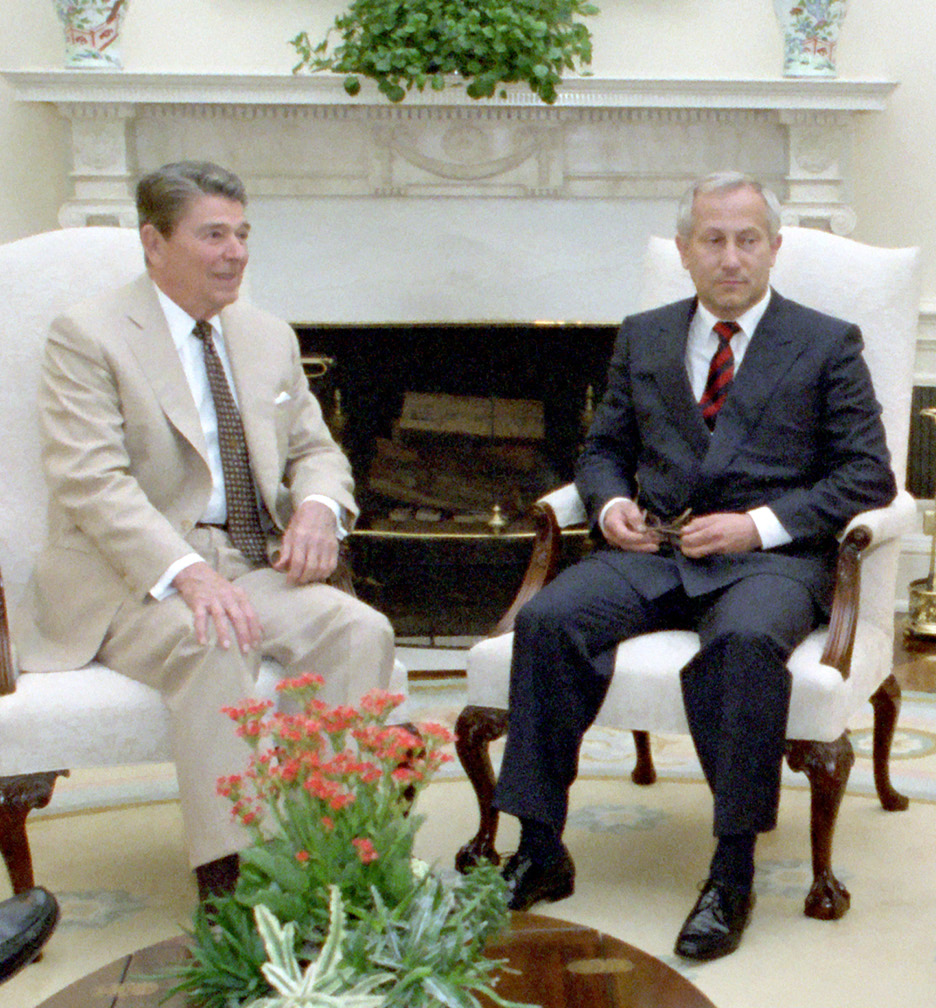
Prezydent Ronald Reagan i radziecki podwójny agent Oleg Gordijewski

Żaden prominentny radziecki polityk nigdy publicznie nie wspomniał o Able Archer 83. Marszałek Siergiej Achromiejew, w 1983 szef głównego dyrektoriatu operacyjnego Sztabu Generalnego, powiedział historykowi Donowi Oberdorferowi, iż nigdy nie słyszał o Able Archer. Brak publicznej odpowiedzi ze strony ZSRR na temat ćwiczeń skłonił niektórych historyków, wśród nich Fritza W. Ermartha, do przedstawienia wniosku, że Sowieci nie postrzegali Able Archer 83 jako bezpośredniego zagrożenia dla ZSRR (i sami też nie dążyli do konfrontacji z USA).

## Reakcja Stanów Zjednoczonych
W maju 1984 specjalista CIA Fritz W. Ermarth napisał „Implikacje ostatnich radzieckich aktywności militarno-politycznych”, w której to pracy stwierdził: „głęboko wierzymy, iż radzieckie działania nie są inspirowane autentycznym zagrożeniem nieuchronnego konfliktu ze Stanami Zjednoczonymi, a radzieccy przywódcy takiego zagrożenia nie dostrzegają.” Robert M. Gates, zastępca dyrektora ds. wywiadu podczas Able Archera 83, opublikował swoje przemyślenia na temat tych ćwiczeń, przedstawiając w nich następujący wniosek:
Informacje na temat dziwnego i niezwykle pokręconego stanu umysłu radzieckich przywódców w tamtych czasach, które wyłaniają się od czasu upadku Związku Radzieckiego, sprawia, że myślę, iż jest możliwe – przy wszystkich innych wydarzeniach roku 1983 – że naprawdę myśleli, że atak NATO był co najmniej możliwy i że podjęli działania by zwiększyć swoją gotowość militarną. [...] Może nie myśleli, że atak ze strony NATO jest nieunikniony, ale wydaje się, że wierzyli, iż sytuacja jest bardzo niebezpieczna. A amerykański wywiad nie uchwycił prawdziwej wielkości ich lęku.”

## Następstwa
Able Archer 83 był ostatnim przypadkiem bezpośredniego zagrożenia nuklearnym konfliktem zbrojnym w czasie zimnej wojny. W 1983 roku USA pod przywództwem Ronalda Reagana były w trakcie intensywnego zbrojenia, które trwało aż do drugiej połowy lat 80. W Związku Radzieckim pogarszający się stan zdrowia Sekretarza Generalnego Konstantina Czernienki doprowadził do objęcia najwyższego stanowiska w państwie przez Michaiła Gorbaczowa w 1985. Jego polityka wewnętrzna i programy reformatorskie – zwłaszcza Głasnost i Pieriestrojka – stały się motorem napędowym wydarzeń, które ostatecznie doprowadziły do rozpadu ZSRR w 1991 r.